# 漆权
漆权（1952年12月15日—2009年3月22日），男，江西高安人，中华人民共和国政治人物，曾任江西省教育委员会主任，江西省人大常委会副主任。